# 三井精機工業
三井精機工業株式会社（みついせいきこうぎょう）は、埼玉県比企郡川島町に本社を置く、三井グループの工作機械メーカー。三井直系10社の1社。
1928年（昭和8年）創立。国産初のブロックゲージを製作し、老舗企業として戦前から日本国内の精密機械産業を支えてきた。
2019年現在、ジェイテクト（旧：豊田工機）が筆頭株主で、主要株主に日野自動車も名を連ねている。トヨタ自動車・日野自動車は主要取引先でもある。今もなおトヨタグループと古いつながりを持っており、同社の関連会社に該当する。
かつてはオート三輪を製造しており、日野自動車の販売網で「日野・ハスラー」として売ったこともあり、保存車両が日野オートプラザで展示されている。また、日野・ブリスカ、日野・レンジャーの受託生産もしていた。

## 概要

### 本社所在地
- 本社　埼玉県比企郡川島町八幡6-13[3]

### 主な製品
- 精密工作機械部門
  - マシニングセンタ
  - ジグ中ぐり盤
  - ジグ研削盤
  - ねじ研削盤
  - 専用機
- 産業機械部門
  - 定置式空気圧縮機（コンプレッサー）

## 沿革
出典：公式サイト「会社概要 - 沿革」
- 1928年（昭和3年）12月 - 津上退助が東京府荏原郡六郷町（現：東京都大田区）に株式会社津上製作所を設立する。
- 1930年（昭和5年）1月 - 国産初のブロックゲージを製作する。
- 1934年（昭和9年）11月 - 本社・工場を東京府蒲田区下丸子町に新設し、移転する。
- 1936年（昭和11年）11月　- 出資した三井財閥との方向性の違いから、創業者の津上退助が退社する。
- 1937年（昭和12年）2月 - 商号を東洋精機株式会社と改める。
- 1942年（昭和17年）5月 - 三井工作機械株式会社と合併し、三井精機工業株式会社となる。
- 1943年（昭和18年）6月 - 本社を東京都中央区日本橋室町に移転する。
- 1947年（昭和22年）4月 - オート三輪「オリエント号」生産開始。柳宗理がデザインを手がけた[5]。
- 1961年（昭和36年）1月 - 日野自動車のトラック、日野・ブリスカの受託生産を開始。
- 1966年（昭和41年）10月 - 日野・レンジャーの受託生産を開始。
- 1981年（昭和56年）3月 - 桶川工場を埼玉県桶川市から比企郡川島町に移転し、川島工場として開設する。
- 1994年（平成6年）1月 - 本社を大田区下丸子に移転する。
- 2001年（平成13年）10月 - 川島工場に本社を移転し、本社および本社工場とする。同時に東京本社を品川区の天王洲アイルに開設する。
- 2010年（平成22年）8月 - 東京本社を埼玉県比企郡川島町の本社へ集約する。